# Le mol
le_mol ist ein Wiener Instrumental-Duo, das sich zwischen Genres wie Post-Rock, Noise-Rock, Ambient und Progressive Rock bewegt und sich durch exzessive Verwendung von Loopeffekten in ihren Live-Shows auszeichnet.

## Geschichte
Von Raimund Schlager 2008 als Soloprojekt gestartet, vervollständigte im Jahr 2012 Sebastian Götzendorfer am Schlagzeug das Duo. Gemeinsam erarbeitete man das im Eigenverlag vertriebene Debüt Aleph One, auf dem man sich Elementen des Post-Rock bediente, jedoch schon zu Beginn unkonventionelle Klänge Verwendung fanden, wodurch eine Genre-Zuschreibung schwerfällt.
Mit dem ebenfalls selbst produzierten und in DIY-Manier erstmals auch auf Vinyl veröffentlichten Nachfolger Kara Oh Kee wurde der Sound weitergeführt und verfeinert. 2018 erschien das dritte Album Heads Heads Heads auf dem Wiener Label Panta R&E. Für die Produktion zeichnet Georg Gabler verantwortlich und das Mastering wurde in den renommierten Abbey Road Studios von Frank Arkwright übernommen. Ein Musikvideo zur Single The Waltz King wurde gemeinsam mit dem Animationskünstler Felix A. Weisz konzipiert und im Jänner 2018 veröffentlicht.
Die drei Veröffentlichungen wurden international überwiegend positiv aufgenommen
Le_mol tourt wiederholt mit überregionalen und internationalen Auftritten unter anderem in der Slowakei, Slowenien, Deutschland und Österreich. Die Band spielte gemeinsame Konzerte mit Mono, God Is an Astronaut, pg.lost, Maybeshewill, Rosetta, The Twilight Sad und anderen.
Im Dezember 2019 wurde ein neuer Song mit dem Titel Hands veröffentlicht, bei dem erstmals Gesang zu hören ist und vom Musiker und Schriftsteller Hans Platzgumer (H. P. Zinker) beigesteuert wurde. Die Single ist der Vorbote für das im April 2020 erscheinende Album White Noise Everywhere.
Wegen der Coronapandemie kam es 2020 und 2021 für dieses Album zu keinen größeren Touren oder Konzertreihen. Lediglich zwei Konzerte in Linz und Wien konnten stattfinden. Im März 2022 wurde ein Livealbum namens "Live Noise Everywhere" im Rahmen eines Bandcamp-Fridays als digitaler Release veröffentlicht. Der Mitschnitt stammt von einem Konzert in der Wiener Arena aus dem Juni 2021.

## Diskografie
Alben
- 2013: Aleph One (Eigenverlag)
- 2015: Kara Oh Kee (Eigenverlag)
- 2018: Heads Heads Heads (Panta R&E)
- 2020: White Noise Everywhere (Panta R&E)
- 2023: J_LLY G__D _iME_ (Noise Appeal Records)

EPs
- 2022: J_LLY (Eigenverlag)
- 2023: G__D (Noise Appeal Records)

Singles
- 2015: The Mountain Daisuke Inoue Never Sang About (Eigenverlag)
- 2018: The Waltz King (Panta R&E)
- 2019: Hands (Panta R&E)
- 2020: White Noise Everywhere (Panta R&E)
- 2022: Welcome to the Bubble (Eigenverlag)
- 2024: Prds Recomposition (Noise Appeal Records)

Livealben
- 2022: Live Noise Everywhere (Panta R&E)